# Tchornomorets Odessa
Maillots
Le Futbolny Klub Chornomorets Odessa (en ukrainien : Футбольний Клуб Чорноморець Одеса), plus couramment abrégé en Chornomorets Odessa, est un club ukrainien de football fondé en 1936 et basé dans la ville d'Odessa.

## Histoire du club
- 1936 : fondation du club sous le nom de Dynamo Odessa
- 1940 : le club est renommé Pichtchevik Odessa
- 1941 : le club est renommé Spartak Odessa
- 1944 : le club est renommé Pichtchevik Odessa
- 1953 : le club est renommé Metalurg Odessa
- 1955 : le club est renommé Pichtchevik Odessa
- 1958 : le club est renommé Tchernomorets Odessa
- 1975 : 1re participation à une Coupe d'Europe (Coupe UEFA) (saison 1975-1976).
- 1991 : le club est renommé Chornomorets Odessa

## Bilan sportif

### Palmarès
| Période ukrainienne | Période soviétique |
| --- | --- |
| - Championnat d'Ukraine : - Vice-champion : 1994-95 et 1995-96. - Coupe d'Ukraine (2) : - Vainqueur : 1992 et 1993-94. - Finaliste : 2012-13. - Supercoupe d'Ukraine : - Finaliste : 2013. | - Coupe de la fédération soviétique (1) : - Vainqueur : 1990. - Championnat d'Union soviétique D3 (1) : - Champion : 1937. |

### Classements en championnat
La frise ci-dessous résume les classements successifs du club en championnat d'Union soviétique.
La frise ci-dessous résume les classements successifs du club en championnat d'Ukraine.

### Bilan par saison
Légende
- Vainqueur de la compétition
- Vice-champion ou finaliste de la compétition
- Troisième de la compétition
- Promu en division supérieure
- Relégué en division inférieure

| Saison    | Championnat | Championnat | Championnat | Championnat | Championnat | Championnat | Championnat | Championnat | Championnat | Championnat | Coupe d'Ukraine     |
| Saison    | Division    | Pos         | Pts         | J           | V           | N           | D           | BP          | BC          | Diff        | Coupe d'Ukraine     |
| --------- | ----------- | ----------- | ----------- | ----------- | ----------- | ----------- | ----------- | ----------- | ----------- | ----------- | ------------------- |
| 1992      | 1re         | 5e          | 35          | 18          | 9           | 7           | 2           | 30          | 12          | +18         | Vainqueur           |
| 1992-1993 | 1re         | 3e          | 38          | 30          | 17          | 4           | 9           | 31          | 12          | +19         | Seizièmes de finale |
| 1993-1994 | 1re         | 3e          | 48          | 34          | 20          | 8           | 6           | 52          | 23          | +29         | Vainqueur           |
| 1994-1995 | 1re         | 2e          | 73          | 34          | 22          | 7           | 5           | 62          | 29          | +33         | Demi-finales        |
| 1995-1996 | 1re         | 2e          | 73          | 34          | 22          | 7           | 5           | 56          | 25          | +31         | Seizièmes de finale |
| 1996-1997 | 1re         | 7e          | 42          | 30          | 12          | 6           | 12          | 36          | 31          | +5          | Quarts de finale    |
| 1997-1998 | 1re         | 15e         | 32          | 30          | 8           | 8           | 14          | 31          | 39          | -8          | Quarts de finale    |
| 1998-1999 | 2e          | 2e          | 79          | 38          | 25          | 4           | 9           | 77          | 38          | +39         | 64es de finale      |
| 1999-2000 | 1re         | 15e         | 26          | 30          | 6           | 8           | 16          | 20          | 50          | -30         | Seizièmes de finale |
| 2000-2001 | 2e          | 6e          | 57          | 34          | 17          | 6           | 11          | 44          | 28          | +16         | Huitièmes de finale |
| 2001-2002 | 2e          | 2e          | 67          | 34          | 21          | 4           | 9           | 48          | 21          | +27         | Seizièmes de finale |
| 2002-2003 | 1re         | 8e          | 34          | 30          | 10          | 4           | 16          | 31          | 45          | -14         | Seizièmes de finale |
| 2003-2004 | 1re         | 5e          | 45          | 30          | 11          | 12          | 7           | 38          | 33          | +5          | Demi-finales        |
| 2004-2005 | 1re         | 6e          | 42          | 30          | 12          | 6           | 12          | 29          | 29          | 0           | Seizièmes de finale |
| 2005-2006 | 1re         | 3e          | 45          | 30          | 13          | 6           | 11          | 36          | 31          | +5          | Seizièmes de finale |
| 2006-2007 | 1re         | 6e          | 41          | 30          | 11          | 8           | 11          | 36          | 33          | +3          | Seizièmes de finale |
| 2007-2008 | 1re         | 7e          | 38          | 30          | 11          | 5           | 14          | 27          | 33          | -6          | Demi-finales        |
| 2008-2009 | 1re         | 10e         | 32-6        | 30          | 12          | 2           | 16          | 34          | 42          | -8          | Seizièmes de finale |
| 2009-2010 | 1re         | 15e         | 24          | 30          | 5           | 9           | 16          | 21          | 44          | -23         | Seizièmes de finale |
| 2010-2011 | 2e          | 2e          | 65          | 34          | 18          | 11          | 5           | 53          | 26          | +27         | Seizièmes de finale |
| 2011-2012 | 1re         | 9e          | 37          | 30          | 10          | 7           | 13          | 32          | 42          | -10         | Quarts de finale    |
| 2012-2013 | 1re         | 6e          | 43          | 30          | 12          | 7           | 11          | 32          | 36          | -4          | Finale              |
| 2013-2014 | 1re         | 5e          | 46          | 28          | 12          | 10          | 6           | 30          | 22          | +8          | Demi-finales        |
| 2014-2015 | 1re         | 11e         | 20          | 25          | 3           | 11          | 11          | 15          | 31          | -16         | Huitièmes de finale |
| 2015-2016 | 1re         | 11e         | 22          | 26          | 4           | 10          | 12          | 20          | 39          | -19         | Huitièmes de finale |
| 2016-2017 | 1re         | 6e          | 38          | 32          | 10          | 8           | 14          | 25          | 37          | -12         | Seizièmes de finale |
| 2017-2018 | 1re         | 11e         | 29          | 32          | 6           | 11          | 15          | 26          | 49          | -23         | Huitièmes de finale |
| 2018-2019 | 1re         | 11e         | 31          | 32          | 8           | 7           | 17          | 31          | 49          | -18         | Huitièmes de finale |
| 2019-2020 | 2e          | 10e         | 39          | 30          | 10          | 9           | 11          | 40          | 37          | +3          | Seizièmes de finale |
| 2020-2021 | 2e          | 2e          | 61          | 30          | 18          | 7           | 5           | 45          | 23          | +22         | 32es de finale      |
| 2021-2022 | 1re         | 13e         | 14          | 18          | 3           | 5           | 10          | 20          | 40          | -20         | Huitièmes de finale |
| 2022-2023 | 1re         | 9e          | 35          | 30          | 9           | 8           | 13          | 35          | 40          | -5          | Annulée             |

### Bilan européen
Légende
- Victoire ou qualification pour le tour suivant
- Match nul
- Défaite ou élimination de la compétition

Note : dans les résultats ci-dessous, le score du club est toujours donné en premier.
| Saison                                         | Compétition                                    | Tour                                           | Club                                           | Domicile                                       | Extérieur                                      | Total                                          |
| Représentant de l'Union soviétique (1975-1991) | Représentant de l'Union soviétique (1975-1991) | Représentant de l'Union soviétique (1975-1991) | Représentant de l'Union soviétique (1975-1991) | Représentant de l'Union soviétique (1975-1991) | Représentant de l'Union soviétique (1975-1991) | Représentant de l'Union soviétique (1975-1991) |
| ---------------------------------------------- | ---------------------------------------------- | ---------------------------------------------- | ---------------------------------------------- | ---------------------------------------------- | ---------------------------------------------- | ---------------------------------------------- |
| 1975-1976                                      | Coupe UEFA                                     | Premier tour                                   | Lazio Rome                                     | 1 - 0                                          | 0 - 3                                          | 1 - 3                                          |
| 1985-1986                                      | Coupe UEFA                                     | Premier tour                                   | Werder Brême                                   | 2 - 1                                          | 2 - 3                                          | 4 - 4 E                                        |
| 1985-1986                                      | Coupe UEFA                                     | Deuxième tour                                  | Real Madrid                                    | 1 - 2                                          | 0 - 0                                          | 1 - 2                                          |
| 1990-1991                                      | Coupe UEFA                                     | Premier tour                                   | Rosenborg BK                                   | 3 - 1                                          | 1 - 2                                          | 4 - 3                                          |
| 1990-1991                                      | Coupe UEFA                                     | Deuxième tour                                  | AS Monaco                                      | 0 - 0                                          | 0 - 1                                          | 0 - 1                                          |
| Représentant de l'Ukraine (depuis 1992)        |                                                |                                                |                                                |                                                |                                                |                                                |
| 1992-1993                                      | Coupe des coupes                               | Tour préliminaire                              | FC Vaduz                                       | 5 - 0                                          | 7 - 1                                          | 12 - 1                                         |
| 1992-1993                                      | Coupe des coupes                               | Premier tour                                   | Olympiakos                                     | 1 - 0                                          | 0 - 3                                          | 1 - 3                                          |
| 1994-1995                                      | Coupe des coupes                               | Premier tour                                   | Grasshopper Zurich                             | 0 - 3                                          | 1 - 0                                          | 1 - 3                                          |
| 1995-1996                                      | Coupe UEFA                                     | Tour préliminaire                              | Hibernians FC                                  | 0 - 0                                          | 2 - 2                                          | 2 - 2 E                                        |
| 1995-1996                                      | Coupe UEFA                                     | Premier tour                                   | Widzew Łódź                                    | 1 - 0                                          | 0 - 1 ap                                       | 1 - 1 (6 - 5 tab)                              |
| 1995-1996                                      | Coupe UEFA                                     | Deuxième tour                                  | RC Lens                                        | 0 - 0                                          | 0 - 4                                          | 0 - 4                                          |
| 1996-1997                                      | Coupe UEFA                                     | Deuxième tour Q                                | HJK Helsinki                                   | 2 - 2                                          | 2 - 0                                          | 4 - 2                                          |
| 1996-1997                                      | Coupe UEFA                                     | Premier tour                                   | Progresul Bucarest                             | 0 - 0                                          | 0 - 2                                          | 0 - 2                                          |
| 2006-2007                                      | Coupe UEFA                                     | Deuxième tour Q                                | Wisła Płock                                    | 0 - 0                                          | 1 - 1                                          | 1 - 1 E                                        |
| 2006-2007                                      | Coupe UEFA                                     | Premier tour                                   | Hapoël Tel-Aviv                                | 0 - 1                                          | 1 - 3                                          | 1 - 4                                          |
| 2007                                           | Coupe Intertoto                                | Deuxième tour                                  | Chakhtior Salihorsk                            | 4 - 2                                          | 2 - 0                                          | 6 - 2                                          |
| 2007                                           | Coupe Intertoto                                | Troisième tour                                 | RC Lens                                        | 0 - 0                                          | 1 - 3                                          | 1 - 3                                          |
| 2013-2014                                      | Ligue Europa                                   | Deuxième tour Q                                | Dacia Chișinău                                 | 2 - 0                                          | 1 - 2                                          | 3 - 2                                          |
| 2013-2014                                      | Ligue Europa                                   | Troisième tour Q                               | Étoile rouge de Belgrade                       | 3 - 1                                          | 0 - 0                                          | 3 - 1                                          |
| 2013-2014                                      | Ligue Europa                                   | Barrages Q                                     | Skënderbeu Korçë                               | 1 - 0                                          | 0 - 1 ap                                       | 1 - 1 (7 - 6 tab)                              |
| 2013-2014                                      | Ligue Europa                                   | Groupe B                                       | Ludogorets Razgrad                             | 0 - 1                                          | 0 - 0                                          | Deuxième                                       |
| 2013-2014                                      | Ligue Europa                                   | Groupe B                                       | PSV Eindhoven                                  | 0 - 2                                          | 1 - 0                                          | Deuxième                                       |
| 2013-2014                                      | Ligue Europa                                   | Groupe B                                       | Dinamo Zagreb                                  | 2 - 1                                          | 2 - 1                                          | Deuxième                                       |
| 2013-2014                                      | Ligue Europa                                   | Seizièmes de finale                            | Olympique lyonnais                             | 0 - 0                                          | 0 - 1                                          | 0 - 1                                          |
| 2014-2015                                      | Ligue Europa                                   | Troisième tour Q                               | RNK Split                                      | 0 - 2                                          | 0 - 0                                          | 0 - 2                                          |

## Personnalités du club

### Présidents
- Youriy Zabolotnyi (1989 - 1992)
- Vyatcheslav Lechtchouk (1992 - 1995)
- Hryhoriy Biberhal (1996 - 1997)
- Petro Naïda (1998)
- Leonid Klimov (1998 - 2002)
- Oleh Marous (2002 - )

### Entraîneurs
La liste suivante présente les différents entraîneurs connus du club.
- Aron Kogen (1936)
- German Blank (1937-1939)
- Vladimir Kozyrski (1940)
- Iouri Khodotov (ru) (1941)
- Akim Fomine (1945)
- Konstantin Chtchegotski (septembre 1945-octobre 1946)
- Akim Fomine (1947-juillet 1950)
- Nikolaï Khiknikov (août 1950-décembre 1950)
- Alekseï Kostylev (1953-1954)
- Akim Fomine (janvier 1955-juin 1955)
- Haïk Andriasian (juin 1955-septembre 1956)
- Piotr Stoupakov (octobre 1956-1958)
- Anatoli Zoubritski (ru) (1959-1962)
- Vsevolod Bobrov (1963)
- Vladimir Gorokhov (janvier 1964-août 1964)
- Youri Voïnov (août 1964-1966)
- Valentin Fiodorov (avril 1967-octobre 1967)
- Nikolaï Morozov (octobre 1967-décembre 1967)
- Sergueï Chapochnikov (1968-1970)
- Viktor Jyline (janvier 1971-mars 1971)
- Nikolaï Morozov (avril 1971-juillet 1971)
- Anatoli Zoubritski (ru) (septembre 1971-1973)
- Stanislav Tchmerline (1973)
- Ahmad Alaskarov (juin 1973-avril 1977)
- Anatoli Zoubritski (ru) (1977-1979)
- Nikita Simonian (1980-1981)
- Viktor Prokopenko (1982-1986)
- Anatoli Polossine (1987-mai 1988)
- Iouri Zabolotny (ru) (juin 1988-décembre 1988)
- Viktor Prokopenko (1989-mai 1994)
- Leonid Buryak (juillet 1994-juin 1997)
- Vladimir Kozerenko (juillet 1997-août 1997)
- Leonid Buryak (août 1997-juin 1998)
- Vladimir Kozerenko (juin 1998-octobre 1998)
- Oleksandr Holokolosov (en) (octobre 1998-août 1999)
- Anatoliy Azarenkov (en) (septembre 1999-août 2001)
- Oleksandr Skrypnyk (en) (septembre 2001-octobre 2002)
- Leonid Haidarzhy (en) (octobre 2002-février 2003)
- Semen Altman (en) (février 2003-juin 2007)
- Vitali Chevtchenko (juin 2007-novembre 2008)
- Viktor Hryshko (en) (novembre 2008-août 2009)
- Andriy Bal (septembre 2009-mai 2010)
- Ihor Nakonechny (en) (mai 2010-novembre 2010)
- Roman Hryhorchuk (en) (novembre 2010-décembre 2014)
- Oleksandr Babych (en) (décembre 2014-août 2017)
- Oleg Dulub (en) (septembre 2017-décembre 2017)
- Kostyantyn Frolov (en) (décembre 2017-juin 2018)
- Angel Chervenkov (en) (juin 2018-septembre 2019)
- Ostap Markevych (en) (octobre 2019-avril 2020)
- Serhiy Kovalets (en) (mai 2020-)

### Joueurs emblématiques
La liste suivante présente des joueurs dont le passage au club a été notable,.
- Leonid Buryak (1971-1972)
- Vitali Chevtchenko (1975-1982)
- Volodymyr Chtcheholkov (uk) (1955-1961)
- Oleksandr Dehtiarov (uk) (1973-1979, 1981)
- Anatoliy Doroshenko (en) (1973-1975, 1978-1979)
- Volodymyr Fink (en) (1981-1988)
- Iouri Horiatchev (uk) (1979-1983, 1985)
- Oleksandr Iartchouk (uk) (1966-1971)
- Vasyl Ishchak (en) (1977-1990)
- Ivan Jekiou (uk) (1977-1981, 1987-1989)
- Vyacheslav Leshchuk (en) (1973-1983)
- Valeri Lobanovski (1965-1966)
- Yevhen Lohvynenko (uk) (1974-1980)
- Viktor Lysenko (en) (1965-1971)
- Vladimir Makarov (en) (1974-1976)
- Mykola Molotchkov (uk) (1960-1962, 1964-1965)
- Vasyl Moskalenko (uk) (1955-1958, 1963-1970)
- Volodymyr Nechayev (en) (1968-1976, 1978-1979)
- Leonid Orekhov (uk) (1936-1941, 1944-1946)
- Volodymyr Oustymtchyk (uk) (1973-1981)
- Victor Pasulko (1982-1986)
- Volodymyr Ploskina (en) (1975-1988)
- Oleskiy Polytchko (uk) (1961-1969)
- Valeriy Porkuyan (1965, 1970-1971)
- Viktor Prokopenko (1969-1970, 1974-1975)
- Yuriy Romenskyi (en) (1978, 1982-1984)
- Hryhory Sapojnykov (ru) (1969-1970, 1973-1977)
- Ishtvan Sekech (en) (1967-1972)
- Ivan Shariy (en) (1980-1985)
- Anatoliy Shepel (en) (1971-1973, 1978-1979)
- Vitaliy Sidnyov (en) (1970-1978)
- Ihor Sokolovsky (uk) (1973, 1977-1979, 1982-1984)
- Mykola Tabatchkovsky (uk) (1931-1941)
- Volodymyr Oustymtchyk (uk) (1973-1981)
- Iouri Zabolotny (uk) (1959-1962, 1964-1967)
- Serhiy Zharkov (en) (1980-1988)
- Viktor Zoubkov (uk) (1967-1975)
- Kostyantyn Balabanov (2000-2004, 2010-2011)
- Vitaliy Balashov (en) (2008-2016)
- Igor Belanov (1981-1984, 1995-1996)
- Dmytro Bezotosnyi (en) (2011-2014, 2019)
- Yuriy Bukel (en) (1989-1996, 1999-2000)
- Oleksandr Chtcherbakov (uk) (1983-1985, 1987-1991, 1992-1993)
- Anatoliy Didenko (en) (2009-2015, 2018)
- Ivan Hetsko (en) (1989-1992)
- Viktor Hryshko (en) (1985-1992, 1998-2000)
- Tymerlan Huseynov (1993-2000)
- Sergueï Husyev (1988-1993)
- Vitali Kolesnitchenko (uk) (1990-2003)
- Oleh Koshelyuk (en) (1991-1993)
- Oleksandr Kosyrin (2002-2005, 2008-2010)
- Kyrylo Kovalchuk (2011-2015)
- Andriy Kyrlyk (en) (2003-2008)
- Yuriy Nykyforov (1986-1988, 1990-1992)
- Dmytro Parfenov (1991-1997)
- Pavlo Rebenok (en) (2008-2011, 2014)
- Vitaliy Rudenko (en) (1999-2010)
- Yuriy Sak (en) (1991-1997, 2000)
- Yuriy Shelepnytskyi (en) (1989-1992)
- Yuriy Smotrych (en) (1981-1986, 1989-1990, 1993-1995)
- Oleksandr Spitsyne (uk) (1985-1986, 1988-1992, 1999-2000)
- Oleh Suslov (en) (1991-1997)
- Serhiy Symonenko (2002-2007)
- Andriy Telesnenko (en) (1988-1995)
- Serhiy Tretyak (en) (1984-1992)
- Ilya Tsymbalar (1986, 1989-1993)
- Ihor Zhabchenko (en) (1993-1996)
- Oleksandr Zotov (en) (1995-1998, 2006-2008)
- Yevhen Zubeyko (en) (2008-2014, 2017-2018, 2020-)
- Léo Matos (2010-2014)
- Iurie Miterev (2002-2006)